# Françoise Thébaud
Françoise Thébaud (nacida en 1952) es una historiadora francesa, profesora emérita de historia y especialista en la historia de la mujer.

## Biografía
Recibió la primera agregación de historia en 1975, antigua alumna de la École Normale Supérieure de Fontenay-aux-Roses, realizó una tesis doctoral titulada Quand nos grand-mères donnaient la vie : la maternité en France dans l'entre-deux guerres(Cuando nuestras abuelas daban vida: maternidad en la Francia de entreguerras). Fue profesora-investigadora de 1985 a 1997 en la Universidad de Lyon 2 y después, en 1995, presentó una memoria de habilitación universitaria en historia titulada Écrire l’histoire des femmes : bilans et perspectives (Escribir la historia de las mujeres: evaluaciones y perspectivas), en la Universidad de Lyon 2-Lumière. Posteriormente fue profesora de historia contemporánea en la Universidad de Avignon y los países de Vaucluse, desde 1997 a 2007, luego profesora emérita.

## Historial de la gestación
En su libro Quand nos grands-mères donnaient la vie (Cuando nuestras abuelas daban vida, 1986), Françoise Thébaud recurre a censos, estadísticas demográficas y económicas, tesis médicas, manuales de obstetricia y puericultura, con el fin de reconstruir la experiencia de la maternidad. Muestra en particular que la propaganda pronatalista lleva a las mujeres a convencerse de que tener hijos es un deber nacional, a la vez que un logro de su naturaleza. En un artículos sobre el libro, la historiadora Marie-France Morel escribe que Françoise Thébaud ofrece "nuevos temas en la historia de las mujeres", así como un cuestionamiento sobre el poder médico y el funcionamiento de la maternidad.

## Actividades editoriales y científicas
En 1995 cofundó la revista de la asociación Mnémosyne para el desarrollo de la historia de la mujer y el género: Clio. Femmes, genre, histoire(Clio, Mujeres, género, historia), que codirigió y presidió hasta 2009. Dirigió el volumen 5 de la obra Le XXe siècle (de la colección Histoire des femmes, Plon-Laterza, 1992; reedición en rústica en 2002) y publicada en Écrire l’histoire des femmes (ENS Éditions, 1998).
También fue coeditora de Féminismes et identités nationales (Lyon, Centre Jacques Cartier, 1998) y Le Siècle des féminismes (Editions de l'Atelier, 2004).
En su estudio Une traversée du siècle (2017), dedicado a la figura de Marguerite Thibert, mujer comprometida y funcionaria internacional de la SDN y la OIT, Françoise Thébaud arroja luz sobre el destino de una mujer poco conocida que contribuyó a la evolución de la condición de la mujer.

## Publicaciones

### Obra
- Les femmes au temps de la guerre de 14, París, Petit Bibliothèque Payot, 2013
- Écrire l'histoire des femmes et du genre, Lyon, ENS éditions, 2007.
- Écrire l'histoire des femmes, préf. d'Alain Corbin, Coll. Sociétés, espaces, temps, ENS éditions Fontenay Saint-Cloud, éd., 1998. 227 p.
- Féminismes et identités nationales. Les processus d’intégration des femmes au politique, Lyon, Programme Rhône-Alpes Recherches en Sciences Humaines, 1998.
- Le siècle des féminismes (en codirection avec Catherine Jacques, Éliane Gubin, Florence Rochefort, Brigitte Studer et Michelle Zancarini-Fournel), Éditions de l’Atelier, 2004.
- Les Mots de l’histoire des femmes (coécrit avec les membres du comité de rédaction de la revue CLIO, Histoire, Femmes et Sociétés), Toulouse, PUM, 2004.
- Quand les femmes témoignent. Histoire orale, histoire des femmes, mémoire des femmes (codirection avec Geneviève Dermenjian), París, Publisud, 2009.
- La fabrique des filles. L’éducation des filles de Jules Ferry à la pilule (coécrit avec Rebecca Rogers), París, Textuel, 2010.
- La place des femmes dans l’histoire. Une histoire mixte (en codirection avec Geneviève Dermenjian, Irène Jami et Annie Rouquier), París, Belin, 2010.
- Quand nos grand-mères donnaient la vie : la maternité en France dans l'entre-deux-guerres, Presses universitaires de Lyon, Coll. médecine et société, 1986.
- Fraçois Thébaud, Une traversée du siècle. Marguerite Thibert, femme engagée et fonctionnaire internationale, París, Belin, 2017, 704 p.
- « Le rôle des femmes dans la transmission du patrimoine culturel immatériel en Occident », in L’ànima de la humanitat, el patrimoni cultural immaterial, XXV Université d’été d’Andorre, Gouv. d’Andorre, 2009, p. 35-5« Storia delle donne e storia di genere in Francia », Contemporanea. Rivista di storia dell’800 e del’900, Anno XIII, n.º 2, 2010, p. 337-342.
- « Le genre de la démocratie au XXe siècle», in De la différence des sexes. Le genre en histoire, sous la direction de Michèle Riot-Sarcey, Larousse, 2010, p. 187-212.
- « Femmes engagées, de la Commune aux années MLF », in Photo/Femmes/Féminisme 1860-2010, sous la direction d’Annie Metz et de Florence Rochefort, Paris Bibliothèque, 2010, p. 154-157.
- « Réseaux réformateurs et politiques du travail féminin. L’OIT au prisme de la carrière et des engagements de Marguerite Thibert », in L’Organisation internationale du travail. Origine, développement, avenir, sous la direction d’Isabelle Lespinet-Moret et Vincent Viet, Presses Universitaires de Rennes, 2011, p. 27-37.
- « Politiques du genre en sciences humaines : l’exemple de la discipline historique en France », in Langage, genre et sexualité, sous la direction d’Alexandre Duchêne et Claudine Moïse, Montreal, Éditions Nota Bene, 2011, p. 27-47.
- « Écrire l’histoire des femmes et du genre : comparaisons et connexions européennes », in Genre, femmes, histoire en Europe, sous la direction d’Anna Bellavitis et Nicole Edelman, presses Universitaires de Paris Ouest, 2011, p. 11-33.
- « Construire un espace européen ou construire un espace international. L’exemple de Marguerite Thibert (1886-1982) », in Les rôles transfrontaliers joués par les femmes en Europe, sous la direction de Guyonne Leduc, París, L’harmattan, 2012, p. 267-282.
- « Le privé est politique. Féminismes des années 1970 », in Histoire des mouvements sociaux en France de 1814 à nos jours, sous la direction de Michel Pigenet et Danielle Tartakowski, París, La Découverte, 2012, p. 509-520.

## Honores
- Chevalière de la Légion d'honneur (caballero de la Legión de Honor), nombrada el 14 de abril de 2017.[4]